# Élections législatives de 1974 aux îles Féroé
Les élections générales féroïennes se sont tenues le 7 novembre 1974. Ces élections ont été marquées par la victoire du Parti social-démocrate qui obtient 7 des 26 sièges composant le Løgting.

## Résultats
| Parti | Parti                           | Voix   | %    | +/-        | Sièges | +/-        |
| ----- | ------------------------------- | ------ | ---- | ---------- | ------ | ---------- |
|       | Parti social-démocrate (C)      | 5 125  | 25,8 | 1,4        | 7      | stagnation |
|       | Parti républicain (E)           | 4 461  | 22,5 | 0,6        | 6      | stagnation |
|       | Parti du peuple (A)             | 4 069  | 20,5 | 0,5        | 5      | stagnation |
|       | Parti de l'union (B)            | 3 799  | 19,1 | 1,4        | 5      | 1          |
|       | Parti de l'autogouvernement (D) | 1 430  | 7,2  | 1,6        | 2      | 1          |
|       | Indépendants                    | 488    | 2,5  |            | 0      |            |
|       | Parti du Progrès (F)            | 487    | 2,5  | 1,0        | 1      | stagnation |
| Total | Total                           | 19 859 | 100  | stagnation | 26     | stagnation |